# This Town Needs Guns
This Town Needs Guns — (также известная как TTNG) мат-рок группа из Великобритании, образованная в 2004 году в городе Оксфорд.

## История
Группа была образована в 2004 году в городе Оксфорд, Великобритания. Первоначальный состав состоял из Стюарда Смита — ритм-гитара и вокал, Тима Коллиса — лидер гитара, Симона Томпсона — ударные и Яна Левайса — бас-гитара. В 2005 году Ян Левайс и Симон Томпсон покидают группу. В начале 2006 в группе появились новые участники. Состав пополнили Джимми Купер — бас-гитара и Крис Коллис (брат гитариста Тима Коллиса) — ударные.
В 2008 году группа записала свой дебютный альбом «Animals», который был выпущен в Великобритании на лейбле Big Scary Monsters Recording Company в Октябре 2008, а чуть позже и в США на лейбле Sargent House Records.
В 2011 году Стюарт покинул коллектив в связи с появлением в его семье ребенка. На его место был приглашен Генри Тремэйн, в прошлом гитарист-вокалист таких мат-рок коллективов, как Pennines и Saleontomorrow. Вскоре после него, в 2012-м году, проект покинул и басист Джимми Купер, аргументировав это тем, что хочет всерьез заняться веб-дизайном. Генри вынужден был взять в руки бас-гитару. Таким образом This Town Needs Guns стали трио.
22 января 2013 года вышел второй альбом группы 13.0.0.0.0.

## Дискография

### Альбомы
- Animals (BSM — Октябрь 2008, Sargent House — Январь 2009)
- 13.0.0.0.0 (Sargent House - январь 2013)
- Disappointment Island (Sargent House - Июль 2016)

### EP
- This Town Needs Guns (Yellow Ghost — 2008, Rallye — 2008)
- Split CD with Cats and Cats and Cats (BSM — 2007)

### Синглы
- Pig (Single Split with Pennines) (BSM — 2008)
- And I’ll Tell You For Why… (BSM — 2007)
- Hippy Jam Fest (BSM — 2006)